# Bayside School - Avventura hawaiana
Haloha avventura hawayana è un film tv, andato in onda in prima TV nel 1992, diretto da Don Barnhart. È tratto della serie tv Bayside School. Fu successivamente reintitolato Bayside school - Avventura hawaiana.

## Trama
Il nonno di Kelly invita la nipote e il suo gruppo di amici a passare le vacanze estive nel suo hotel nelle isole Hawaii. Una volta arrivati, però, i ragazzi si renderanno conto che anche il preside Belding si trova lì in vacanza sull'isola e soprattutto che il nonno di Kelly ha bisogno del loro aiuto per salvare il suo albergo dalle grinfie di un avido costruttore. Le cose peggioreranno quando Kelly scoprirà che Brian, l'avvocato di suo nonno, è in realtà d'accordo col nemico.

## Produzione
Il film tv venne girato nell'estate del 1992, dopo la conclusione delle riprese (ma non la messa in onda) della quarta e ultima stagione della serie Bayside School.
Le attrici Elizabeth Berkley e Tiffani-Amber Thiessen, che avevano lasciato la serie alla fine del 1991, ritornarono per vestire nuovamente i panni di Jessie e Kelly. L'ex star della Disney Dean Jones ottenne la parte del nonno di Kelly.
Il film tv venne girato per la maggior parte in varie località della California, con pochi esterni girati realmente alle Hawaii.

## Trasmissione
Il film tv venne mandato in onda il 27 novembre 1992 alle 21 sulla NBC. Per la quarta volta (dopo i primi tre episodi della serie tv originale), le avventure di Zack e company guadagnavano la prima serata.
Il film tv venne mandato in onda dopo la fine della terza stagione. suddiviso in 4 episodi.
Il film fu un buon successo commerciale: secondo i rilevamenti della Nielsen, il film si piazzò 51° nella classifica settimanale, con circa nove milioni di spettatori.
Per la prima trasmissione in Italia su Italia 1, avvenuta nel pomeriggio dell'8 settembre 1994, il film tv venne misteriosamente intitolato Haloha avventura hawayana (con due errori di ortografia), nonostante i palinsesti e le guide tv lo indicassero come Bayside School - Avventura hawaiiana. Quest'ultimo titolo, più adatto, venne ripristinato per i successivi passaggi tv.
In Italia, dove la serie originale venne trasmessa con l'ordine corretto, il film tv andò in onda dopo la quarta e ultima stagione.
Negli Stati Uniti il film tv è stato poi fatto uscire in VHS dalla Trimark (27 giugno 2000) e poi, con grande successo, in DVD dalla Lionsgate (7 agosto 2007).